# Landsborough (rivière)
La rivière Landsborough  (anglais : Landsborough River) est un cours d’eau situé dans l’Île du Sud en Nouvelle-Zélande.

## Géographie
C’est un affluent majeur du fleuve  Haast . Il s’écoule vers le sud-ouest, parallèlement aux Alpes du Sud, sur une distance de 50 kilomètres allant de sa source située à 5 kilomètres au  nord du Mont Hopkins (en) pour rejoindre le fleuve Haast  à 12 kilomètres en dessous du col de Haast (en).
En Avril 2005, le Nature Heritage Fund (en) acheta les terrains privés de la vallée de la rivière  Landsborough pour les ajouter à ceux du Parc national du mont Aspiring.